# Emma Allestein
Emma Allestein, eigentlich Marie Natalie Semmel (* 1810 in Gera; † 1. Juni 1873 ebenda), war eine deutsche Kochbuchautorin.

## Leben

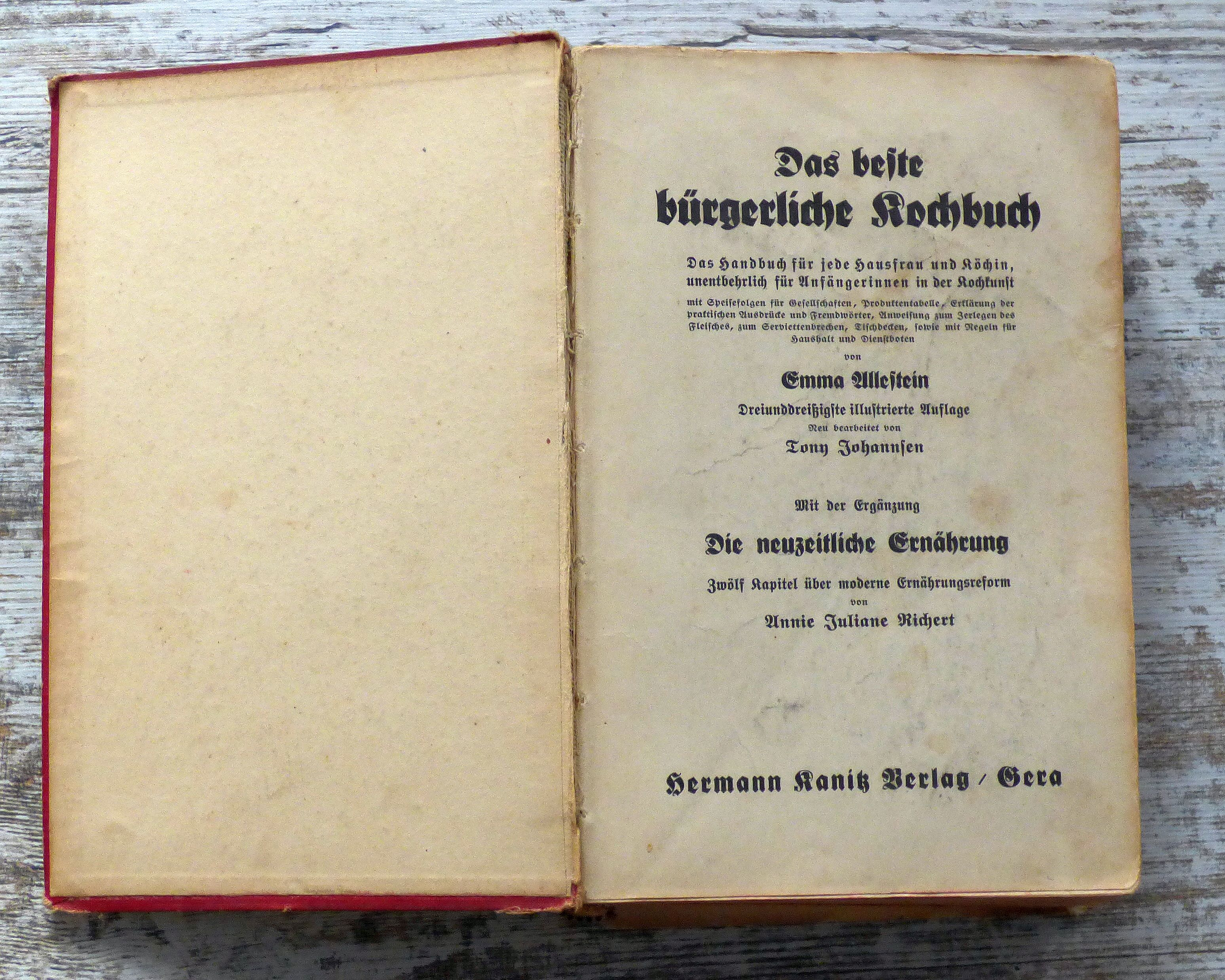
Deckblatt von Das beste bürgerliche Kochbuch der aus dem Jahre 1930 stammenden 33. Auflage

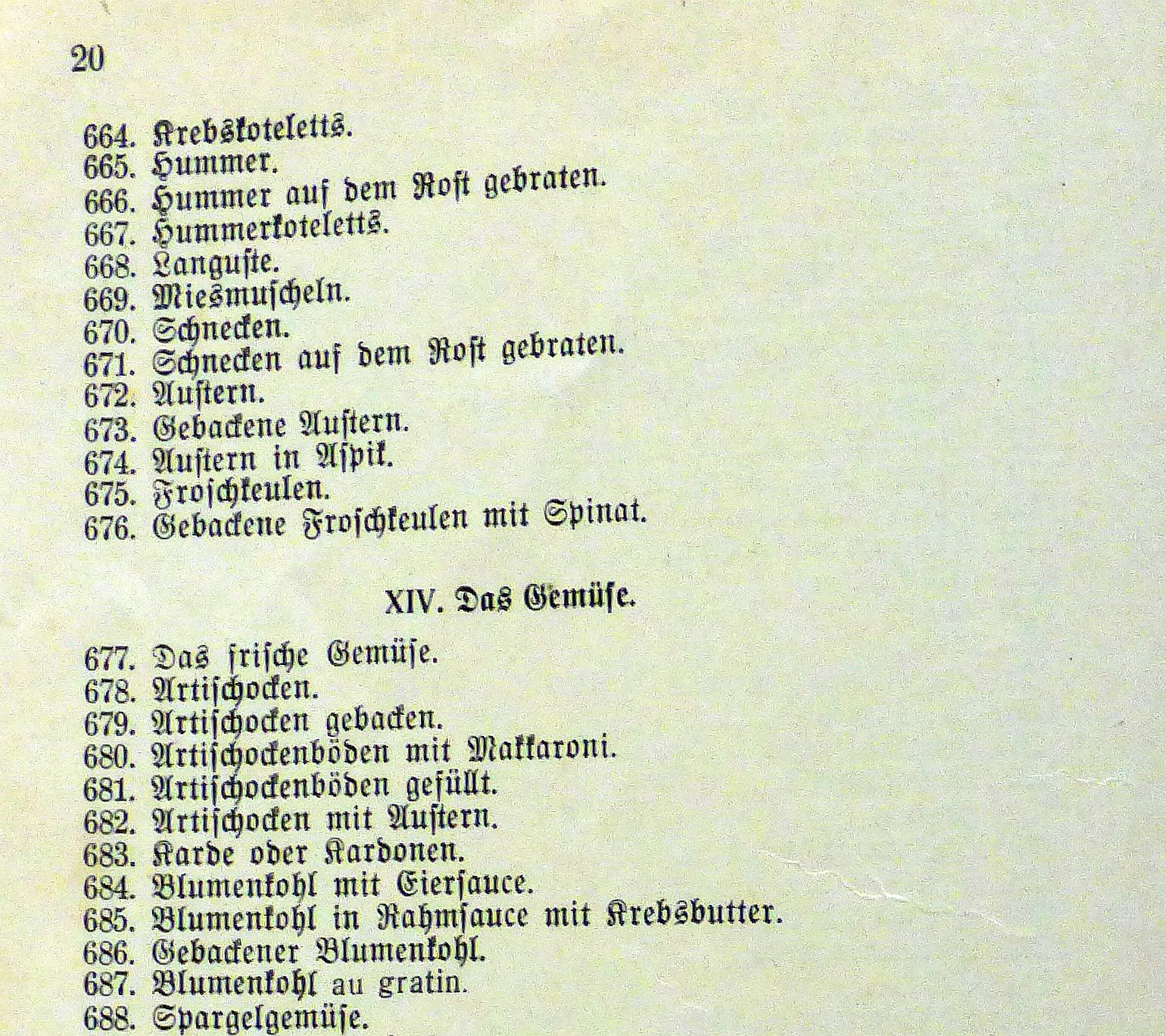
Auszug des Inhaltsverzeichnisses

Marie Natalie Semmel wurde 1810 im thüringischen Gera als Tochter des Geraer Kaufmanns Carl Friedrich Marcus Semmel und seiner Frau Emilie Krauschitzka geboren. Im Jahre 1851 veröffentlichte sie in Gera im Verlag ihres Schwagers Herrmann Kanitz unter dem Pseudonym Emma Allestein mit dem Werk Das beste bürgerliche Kochbuch, vorzüglich für das Haus berechnet, ein Kochbuch, das den Nerv der Zeit traf und zum Verkaufsschlager wurde. Wie eine Inventur im Jahre 1894 ergab, wurden bis zu diesem Zeitpunkt seit seinem Erscheinen im Jahre 1851 bis zu 6.000 Stück pro Jahr verkauft.
Die Autorin selbst blieb aufgrund ihres Pseudonyms zeit ihres Lebens unbekannt. In der Öffentlichkeit wurde viel spekuliert und ihre Schwester Marie Antonie Kanitz, Ehefrau von Hermann Kanitz, für die Verfasserin gehalten. Und noch in dem 1898 in Berlin erschienenen „Lexikon deutscher Frauen der Feder“ von Sophie Pataky wird Antonie Kanitz fälschlich als eigentliche Autorin genannt. Erst lange nach Natalie Semmels Tod, aber auch noch bevor dieses Lexikon erschien, wurde im Oktober 1881 dem Curatorium der Eintragsrolle beim Rat der Stadt Leipzig bescheinigt, dass Natalie Semmel die eigentliche Urheberin des Kochbuches ist.

„Herr Hermann Kanitz in Firma H. Kanitz Verlag in Gera meldet an, dass die am 1. Juni 1873 verstorbene Marie Natalie Semmel (geb.1810) die Urheberin des im Jahre 1851 unter dem Pseudonym Emma Allestein und unter dem Titel „Das beste bürgerliche Kochbuch, vorzüglich für das Haus berechnet von Emma Allestein“ in seinem Verlag erschienenes Werk sei.“

Dieses vielfältige zeitlose Kochbuch sorgte aufgrund seiner Beliebtheit in allen Schichten der Bevölkerung in der Folgezeit auch weiter für Furore, sprach es doch mit seinen zahlreichen Rezepten, Tabellen, Bildern, Grafiken und Anleitungen, sowohl Hausfrauen mit fast gar keinen als auch mit fortgeschrittenen Kenntnissen gleichermaßen in nahezu jeder Lebenslage an. Es erschien seit seiner ersten Veröffentlichung in unzähligen Auflagen. Zuletzt veröffentlichte 2010 ein Cottbusser Verlag Auszüge des Werks.
Das Pseudonym „Emma Allestein“ ist ein Anagramm des Namens der Autorin „Natalie Semmel“. Sie blieb unverheiratet. Verwandt ist sie durch die Heirat ihrer Schwester Marie Therese mit dem Zwickauer Verleger und Buchhändler Eduard Schumann mit der Familie des Komponisten Robert Schumann. Ihr Bruder Moritz Semmel wurde Landrat und Abgeordneter.

## Schriften
- Das beste bürgerliche Kochbuch. Otto Henning Verlag, Gera 1862.
- Das beste bürgerliche Kochbuch vorzüglich für das Haus berechnet. Ein Handbuch für jede Hausfrau und Köchin, unentbehrlich für Anfängerinnen in der Kochkunst. Nebst Speisekalender auf alle Tage, Productentabelle für alle Monate. Hermann Kanitz Verlag, Gera 1886.
- Kleines Kochbuch für angehende Köchinnen und kleinere Wirtschaften / Emma Allestein. Regia-Verlag, Cottbus 2010, ISBN 978-3-86929-059-1 (In Fraktur. - Aus: Das beste Bürgerlich Kochbuch, 2. Aufl.).